# Batman: Chaos in Gotham
Batman: Chaos in Gotham — компьютерная игра, выпущенная в 2001 году Ubisoft для Game Boy Color. Игра основана на мультипликационном сериале The New Batman Adventures.

## Сюжет
Из лечебницы Аркхем совершён массовый побег, и улицы Готэма наводнили всевозможные суперзлодеи. Пока Бэтмен отлавливает беглецов — Мистера Фриза, Джокера, Харли Квинн, Рокси Рокет, Ядовитого Плюща и Бэйна, — он выясняет, что этот побег организовал Двуликий. Бэтмен должен остановить его, прежде чем тот поставит Готэм на колени.

## Отзывы
| Сводный рейтинг    | Сводный рейтинг |
| Агрегатор          | Оценка          |
| ------------------ | --------------- |
| GameRankings       | 63,50 %         |
| Иноязычные издания |                 |
| Издание            | Оценка          |
| AllGame            | [ 2 ]           |
| EGM                | 5 из 10         |
| Game Informer      | 6 из 10         |
| GameSpot           | 7,4 из 10       |
| IGN                | 7 из 10         |
| Nintendo Power     | [ 7 ]           |

Игра получила смешанные отзывы как от критиков, так и от поклонников. Оценка GameRankings составляет 63,50 %.